# Galleria Giovanni XXIII
La galleria Giovanni XXIII è un tunnel stradale di Roma.
Costruito tra il 2001 e il 2004 nel quadrante nordoccidentale della città, passa sotto la collina di Monte Mario e collega la Tangenziale Est all'altezza dello stadio Olimpico a via della Pineta Sacchetti all'altezza del policlinico Gemelli.
Lungo poco più di 2,9 km, procede in doppia canna per un totale di 4 corsie e riceve e distribuisce il traffico anche da e verso via Trionfale.

## Storia
Nel quadro di una riorganizzazione generale della viabilità a Roma che prevedeva la creazione di tre anelli concentrici di canalizzazione del traffico (il più esterno essendo il Grande Raccordo Anulare e il più interno quello ‒ rimasto in fase di progetto ‒ passante per i lungotevere e le Mura aureliane), il cosiddetto Passante a Nord-Ovest rappresentava il completamento dell'anello intermedio, costituito dalla Tangenziale Est ‒ grande circonvallazione di collegamento lunga circa 7,7 km da viale Castrense, all'altezza di San Giovanni, fino all'allaccio con via Salaria ‒ e, a seguire, via del Foro Italico ‒ più nota come via Olimpica, costruita in occasione dei Giochi della XVII Olimpiade del 1960 e ristrutturata in occasione dell'organizzazione italiana del campionato mondiale di calcio 1990 ‒ che giunge fino allo stadio Olimpico e, tramite collegamenti con tronchi stradali eterogenei, raggiunge la zona di Villa Pamphilj e infine l'EUR.
Nella fattispecie, il nuovo tunnel era destinato al sottopassaggio di Monte Mario e allo smistamento del traffico verso i quartieri nordoccidentali della città nei municipi XIV e XV a ridosso delle vie Trionfale e Pineta Sacchetti.
Il progetto, presentato a fine anni novanta dall'assessore ai lavori pubblici della giunta Rutelli Esterino Montino, avrebbe dovuto essere esecutivo entro il 1999, ma le opposizioni ambientaliste ne rallentarono la realizzazione: in particolare, Legambiente e un comitato civico di abitanti della zona della Farnesina preannunciarono ricorsi in sede amministrativa perché a loro giudizio l'opera avrebbe danneggiato irrimediabilmente il verde pubblico; il gruppo consiliare dei Verdi, inoltre, presentò una mozione in Campidoglio chiedendo che, a regime, il progettando tunnel fosse operato a pedaggio sul modello della tangenziale di Napoli, affinché le spese per la realizzazione dell'opera venissero addebitate a chi usufruisce del trasporto su gomma e non a tutta la collettività.
Le complicazioni amministrative e burocratiche furono comunque superate anche se ciò comportò lo slittamento dell'inizio dei lavori di circa due anni: il contraente generale Astaldi iniziò i lavori di perforazione il 1º ottobre 2001 con la giunta Veltroni da poco insediata.
Alle 13:15 del 25 marzo 2004, dopo circa 30 mesi di lavori, fu abbattuto il diaframma della canna sud, l'ultima in ordine di tempo a essere completata; nove mesi più tardi, il 22 dicembre, la galleria fu ufficialmente inaugurata dal sindaco Veltroni e intitolata a papa Giovanni XXIII.

## Caratteristiche
La galleria è composta di due canne affiancate, in ciascuna delle quali si trova una carreggiata a due corsie; la canna nord ospita la carreggiata in direzione Pineta Sacchetti, quella sud in direzione Foro Italico.
L'allaccio orientale avviene all'altezza del tunnel della Farnesina, verso cui si dirama il traffico in direzione del Foro Italico e di piazzale Clodio; la galleria sottopassa Monte Mario ed è lunga 2900 m, dei quali 1740 realizzati artificialmente in calcestruzzo armato.
L'allaccio occidentale è invece su via della Pineta Sacchetti subito dopo aver sottopassato via Trionfale: le rampe d'accesso e di uscita della galleria costeggiano il perimetro dell'Università Cattolica di Roma.

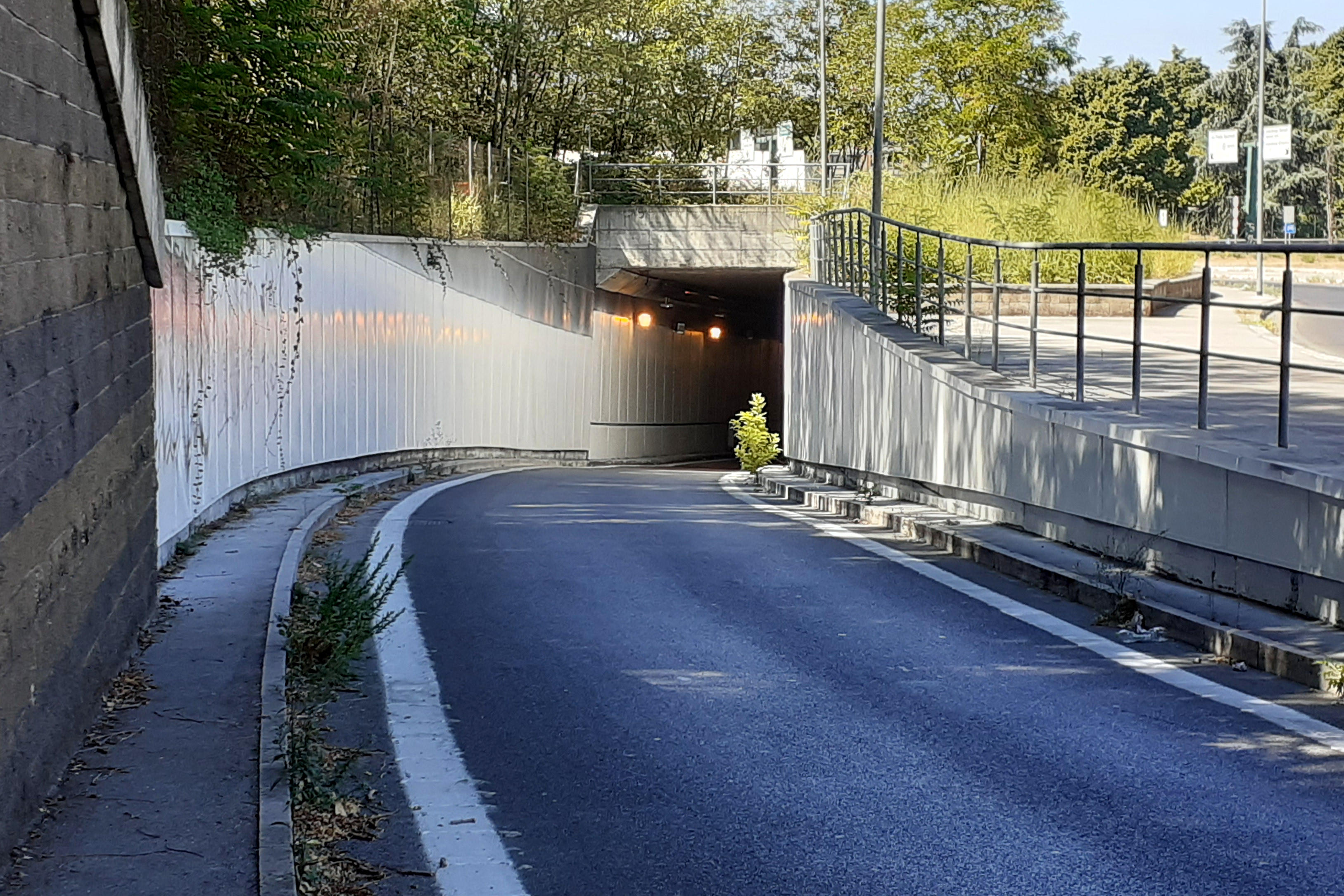
Uscita su via Pieve di Cadore / via Cortina d'Ampezzo

Il soffitto di ciascuna canna è alto 6,30 m sul piano stradale, e le due canne sono separate da un muro realizzato in pannelli di cemento di 2,50 m ciascuno; ogni 400 m sono presenti aperture di 7 m di larghezza per permettere il passaggio da una canna all'altra dei mezzi di soccorso.
A 200 m di distanza l'una dall'altra, inoltre, sono previste vie di fuga pedonali sulla mano destra di ognuna delle due carreggiate.
Le due canne hanno una larghezza a regime di 9,30 m, che aumenta a 12,75 in presenza delle corsie di immissione e di uscita.
Il progetto prevede tre rampe di svincolo sulla canna nord (quella d'ingresso dalla Farnesina, e di uscita su via Mario Fani e via Trionfale) e cinque su quella sud (quella d'accesso da via Trionfale, di uscita su via Pieve di Cadore e via Cortina d'Ampezzo, due ancora chiuse e una in uscita alla Farnesina verso lo stadio Olimpico).
Come opere accessorie furono realizzati due cavalcavia / sottopassi per allacciare via del Foro Italico e l'ingresso del tunnel alla viabilità circostante: un cavalcavia in via della Farnesina e uno in via dei Colli della Farnesina, sotto cui passano gli svincoli di immissione e di uscita all'asse viario.
Per realizzare detti cavalcavia, furono preliminarmente sterrati circa cento pini che non fu possibile piantumare altrove a causa dell'avanzato sviluppo radicale di tali alberi adulti; si trattava comunque di alberi non spontanei, in quanto ivi inseriti circa mezzo secolo prima in fase di urbanizzazione.
Fu deciso quindi che, a lavori terminati, si sarebbe proceduto alla piantumazione di nuovi esemplari.
Tutta l'opera, completamente finanziata dal comune di Roma, costò circa 120000000 €, circa 40 dei quali per la progettazione e la posa in opera dei lavorati cementizi.
Dal 2019, inoltre, entrambe le canne della galleria sono equipaggiate con autovelox; la velocità massima ivi permessa è di 70 km/h.
Nel corso degli anni la galleria è stata sottoposta a rituali lavori di ordinaria manutenzione e di adeguamento degli impianti di segnaletica, sia stradale che di sicurezza, come per esempio l'installazione di illuminazione LED o di pannelli fotoriflettenti.
Un rilevante danno alle strutture di servizio fu altresì causato, la mattina del 13 maggio 2020, dall'incendio di un autobus dell'ATAC nella canna nord della galleria: il calore sviluppatosi durante il rogo del veicolo provocò lo scioglimento del manto stradale e la distruzione di alcuni pannelli fotoriflettenti nonché delle installazioni elettriche ivi presenti (sensori di fumo, termici, illuminazione, aerazione e segnaletica attiva).
La struttura principale del tunnel tuttavia non riportò danni e, quindi, in un mese circa fu possibile ripristinarne l'operatività.